# Njabulo Ndlovu
Njabulo Ndlovu (ur. 29 grudnia 1994) – suazyjski piłkarz grający na pozycji środkowego pomocnika. Od 2019 jest zawodnikiem klubu Mbombela United FC.

## Kariera klubowa
Swoją karierę piłkarską Ndlovu rozpoczął w klubie Mbabane Swallows FC. W sezonie 2010/2011 zadebiutował w jego barwach w pierwszej lidze suazyjskiej. Grał w nim do 2019 roku. Wywalczył z nim cztery tytuły mistrza kraju w sezonach 2011/2012, 2012/2013, 2016/2017 i 2017/2018, dwa wicemistrzostwa w sezonach 2013/2014 i 2014/2015 oraz dwa Puchary Eswatini w latach 2013 i 2016. W 2019 przeszedł do południowoafrykańskiego klubu Mbombela United FC.

## Kariera reprezentacyjna
W reprezentacji Eswatini Ndlovu zadebiutował 9 lutego 2011 w przegranym 0:4 towarzyskim meczu z Zambią. Od 2011 do 2019 wystąpił w kadrze narodowej 36 razy i strzelił 1 gola.